# Tom Irwin
Tom Irwin (Peoria, 1º giugno 1956) è un attore statunitense, principalmente noto per il ruolo di Adrian Powell nella serie Devious Maids - Panni sporchi a Beverly Hills.

## Biografia
Nato a Peoria, Illinois, Irwin si è laureato alla Illinois State University. Si è unito alla Steppenwolf Theatre Company nel 1979, dove si è esibito a fianco di Laurie Metcalf, John Malkovich, Joan Allen, e Gary Sinise. È apparso in oltre trenta produzioni Steppenwolf, e ha vinto un premio Joseph Jefferson per la sua interpretazione di Tom in Steppenwolf di The Glass Menagerie. Il suo primo ruolo televisivo da protagonista è stato nel 1991, nella breve serie televisiva di ABC, My Life and Times.
Ha interpretato il ruolo di Graham Chase, il padre pacato, nella serie televisiva del 1994 ABC My So-Called Life. È apparso anche in alcune serie televisive tra cui Angel, ER e Lost.
Nel 2012 viene scelto per interpretare Adrian Powell nella serie Devious Maids - Panni sporchi a Beverly Hills.

## Filmografia parziale

### Cinema
- La luce del giorno (Light of Day), regia di Paul Schrader (1987)
- Prima di mezzanotte (Midnight Run), regia di Martin Brest (1988)
- Doppio inganno (Deceived), regia di Damian Harris (1991)
- Mr. Jones, regia di Mike Figgis (1993)
- Haunting - Presenze (The Haunting), regia di Jan de Bont (1999)
- 21 grammi (21 Grams), regia di Alejandro González Iñárritu (2003)
- Io & Marley (Marley & Me), regia di David Frankel (2008)

### Televisione
- Le ali degli angeli (Nurses on the Line: The Crash of Flight 7), regia di Larry Shaw – film TV (1993)
- My So-Called Life – serie TV, 19 episodi (1994-1995)
- False testimonianze (Innocent Victims), regia di Gilbert Cates – film TV (1996)
- 72 ore (The Sky's On Fire), regia di Dan Lerner – film TV (1998)
- Racconti di famiglia (When Husbands Cheat), regia di Richard A. Colla – film TV (1998)
- L'orchestra di Sandy Bottom (The Sandy Bottom Orchestra), regia di Bradley Wigor – film TV (2000)
- La vera storia di Biancaneve (Snow White: The Fairest of Them All), regia di Caroline Thompson – film TV (2001)
- CSI - Scena del crimine (CSI: Crime Scene Investigation) – serie TV, episodio 2x14 (2002)
- Angel – serie TV, episodio 4x02 (2002)
- Senza traccia (Without a Trace) – serie TV, episodi 1x22-1x23 (2003)
- E.R. - Medici in prima linea (ER) – serie TV, episodio 11x12 (2005)
- Numb3rs – serie TV, episodio 1x05 (2005)
- Ghost Whisperer - Presenze (Ghost Whisperer) – serie TV, episodio 1x03 (2005)
- Related – serie TV, 15 episodi (2005-2006)
- Saving Grace – serie TV, 19 episodi (2007-2010)
- Lost – serie TV, episodi 5x01-5x04 (2009)
- Grey's Anatomy – serie TV, 3 episodi (2010-2011)
- Castle - serie TV, episodio 3x15 (2011)
- Law & Order - Unità vittime speciali - serie TV, episodio 12x19-24x19 (2011-2023)
- The Bling Ring, regia di Michael Lembeck – film TV (2011)
- Criminal Minds - serie TV, episodio 9x06 (2013)
- Devious Maids - Panni sporchi a Beverly Hills – serie TV, 40 episodi (2013-2016)
- Chasing Life – serie TV, 3 episodi (2014-2015)
- The Morning Show - serie TV (2019-in corso)

## Doppiatori italiani
Nelle versioni in italiano delle opere in cui ha recitato, Tom Irwin è stato doppiato da:
- Gino La Monica in False testimonianze, Devious Maids - Panni sporchi a Beverly Hills, Scandal, Le regole del delitto perfetto
- Saverio Indrio ne La vera storia di Biancaneve, Lost
- Franco Zucca ne Il trenino di Natale, 21 grammi
- Lucio Saccone in Angel, Castle
- Eugenio Marinelli in Related, Private Practice
- Paolo Poiret ne La luce del giorno
- Maurizio Fardo in Doppio inganno
- Massimo Lodolo in CSI - Scena del crimine
- Paolo Buglioni in Senza traccia
- Giuliano Santi in The Closer
- Antonio Sanna in E.R. - Medici in prima linea
- Oreste Rizzini in Ghost Whisperer - Presenze
- Sergio Di Stefano in Numb3rs
- Giorgio Locuratolo in 24
- Stefano De Sando in Law & Order - Unità vittime speciali (ep. 12x19)
- Dario Oppido in Law & Order - Unità vittime speciali (ep. 24x19)
- Diego Reggente in Criminal Minds
- Marco Mete in Mr. Jones
- Fabrizio Temperini in Saving Grace
- Carlo Valli in The Morning Show
- Gianni Giuliano in The Morning Show (ep. 3x04, 3x08)